# Yao (folkslag)
Yao är en asiatisk folkgrupp. Den är en av Kinas 56 erkända folkgrupper, och en av Vietnams 56. Yaofolket talar hmong-mienspråk, som kallas miao-yaospråk i Kina. Yaofolket bor huvudsakligen i södra och sydvästra Kina.